# Pastrana (Philippines)
Pour les articles homonymes, voir Pastrana.
Pastrana est une municipalité de la province de Leyte, aux Philippines.